# Euselasia onorata
Euselasia onorata is een vlindersoort uit de familie van de prachtvlinders (Riodinidae), onderfamilie Euselasiinae.
Euselasia onorata werd in 1869 beschreven door Hewitson.